# 阎复
閻復（1236年—1312年），字子靖，元朝政治人物。先祖为平阳府和川县人，父阎忠迁居博州高唐县。“迎元好问校试其文”，“弱冠入东平学，师事名儒康晔”。时与东平府学徐琰、李谦、孟祺，号“东平四杰”。著有《静轩集》五十卷。
阎复仕元世祖、成宗、武宗三朝。历任翰林应奉、翰林修撰、翰林直学士、翰林学士承旨等职。

## 延伸阅读
[在维基数据编辑]
 《元史·卷160》，出自宋濂《元史》
 《新元史/卷188》，出自柯劭忞《新元史》